# Erwin Schulz
Erwin Wilhelm Schulz (Berlino, 27 novembre 1900 – Brema, 11 novembre 1981) è stato un militare e agente segreto tedesco appartenente alla Gestapo e alle SS.
Fu a capo dell'Einsatzkommando 5, unità dell'Einsatzgruppe C, un reparto speciale annesso al Gruppo d'armate Sud in previsione dell'invasione dell'Unione Sovietica nel 1941, in azione nei territori occupati della Polonia sud-orientale e della RSS Ucraina, dove commise numerose uccisioni di massa della popolazione civile, per lo più di etnia ebraica, sotto il comando dell'SS-Brigadeführer Otto Rasch.

## Biografia

### Carriera
Nell'aprile 1918 Schulz si offrì volontario nell'esercito imperiale tedesco, ma la prima guerra mondiale finì prima che vedesse alcun combattimento, e fu congedato nel 1919.
Non completò il dottorato in giurisprudenza, che studiò solo per due semestri a Berlino. Lasciò l'università nel 1922 per entrare nei Freikorps. Per un certo periodo lavorò in banca e si trasferì ad Amburgo nel 1923; nel 1926 fu nominato tenente della Schutzpolizei. Nel 1931 diventò un informatore delle SS. Aderì ufficialmente al partito nazista nel maggio 1933 e a novembre fu messo a capo della Gestapo di Brema.
Nel 1935 Schulz entrò a far parte delle SS e del Sicherheitsdienst (SD). Nel marzo 1938 fu promosso SS-Sturmbannführer e consigliere di Stato per lo stato di Brema. Nell'aprile 1940 fu ispettore-istruttore dei cadetti della SiPo e SD a Charlottenburg. Nel maggio 1941 fu nominato capo dell'Einsatzkommando 5.
L'unità partì a giugno 1941 e arrivò in Ucraina all'inizio di luglio 1941. Schulz fu presente all'esecuzione di circa 100 persone a Lviv nel luglio 1941. Quando si riunì con Otto Rasch a Zhytomyr il 10 agosto 1941, seppe da Rasch che per ordine di Adolf Hitler era necessario fucilare un numero maggiore di ebrei. Pertanto Friedrich Jeckeln ordinò che tutti gli ebrei non impegnati nei lavori forzati, compresi donne e bambini, fossero massacrati.
Schulz riassunse l'incontro:
Poco dopo interrogò su questo punto Bruno Streckenbach e Reinhard Heydrich, e gli fu confermato che l'ordine era arrivato direttamente da Hitler. Schulz chiese di essere sollevato da questo incarico dicendo di non poter gestire questo genere di compito; i colleghi lo definirono un debole per non essere in grado di sopportare il massacro di donne e bambini disarmati.
Il 24 agosto 1941 partì alla volta di Berlino, dove arrivò tre giorni dopo e fu promosso SS-Oberführer e nominato vice di Erwin Rösener, SS- und Polizeiführer e comandante dell'SS-Oberabschnitt Alpenland dal 1º al 28 maggio 1944. Arrestato dagli alleati, in una lettera a Lucius Clay, vice del generale Eisenhower, Schulz chiese clemenza.

### Nel dopoguerra
Al processo agli Einsatzgruppen Schulz affermò che le esecuzioni eseguite dai suoi uomini erano legittime. Riferì di aver ricevuto notizia che i sovietici avevano massacrato circa 5000 persone tra ucraini e polacchi prima di fuggire (in realtà fu un massacro perpetrato dai nazionalisti ucraini insieme agli stessi nazisti). Parlò dell'uccisione dei soldati tedeschi, ma non poté stabilirne il numero. Infine dichiarò di aver liberato 2000 prigionieri detenuti in uno stadio di Lviv dopo aver assistito agli abusi subiti dalle truppe della Wehrmacht. Tutti questi detenuti riuscirono a fuggire. La corte mise in dubbio la difesa di Schulz in merito alle esecuzioni, ribadendo che i documenti classificavano le fucilazioni come rappresaglie, cioè omicidi per vendetta, il che significava che i leader dell'Einsatzkommando non avevano condotto indagini o processi approfonditi, rendendo quindi illegali queste esecuzioni. La corte sottolineò anche che mentre Schulz fu in servizio in URSS, il 9 agosto 1941 i suoi uomini fucilarono 400 ebrei descritti come "sabotatori e funzionari politici" e ne uccisero altri 74 nei giorni seguenti.
Tra il 24 e il 30 agosto gli uomini di Schulz giustiziarono 157 persone: "ebrei, funzionari e sabotatori". Schulz usò il suo viaggio a Berlino come alibi, ma il tribunale affermò che questa assenza in realtà non lo scagionava poiché queste azioni potrebbero essere state pianificate in anticipo. Da un altro documento risulta che tra il 31 agosto e il 6 settembre 1941 gli uomini di Schulz dichiararono la "liquidazione di 90 funzionari politici, 72 sabotatori e saccheggiatori e 161 ebrei". L'avvocato di Schulz affermò che gli ebrei non figuravano tra i criminali poiché per ordine dell'Alto comando non andavano indicati come "sabotatori, saccheggiatori, ecc." nei rapporti. La corte respinse questa tesi perché altre prove dimostrarono che gli ebrei furono fucilati semplicemente in quanto tali. Riconobbe la presenza fisica di Schulz a Berlino al momento delle fucilazioni, ma sottolineò che era ancora al comando del reparto.
Schulz fu dichiarato colpevole per tutte le accuse. Fu risparmiato dall'esecuzione perché aveva cercato di opporsi alla "situazione intollerabile" e si dimise quando non poté contrastare quanto stava accadendo. Fu condannato a 20 anni di carcere; la sentenza fu poi rivista dal "Peck Panel" e commutata in 15 anni di carcere nel gennaio 1951. Fu rilasciato sulla parola il 9 gennaio 1954. Morì nel 1981.
In un'intervista Schulz disse che il servizio negli Einsatzgruppen fu del tutto volontario: